# Ван Маанен (лунный кратер)
Кратер Ван Маанен (лат. Van Maanen) — ударный кратер в северном полушарии обратной стороны Луны. Название присвоено в честь голландского и американского астронома Адриана ван Маанена (1884—1946) и утверждено Международным астрономическим союзом в 1970 г. Образование кратера относится к донектарскому периоду.

## Описание кратера

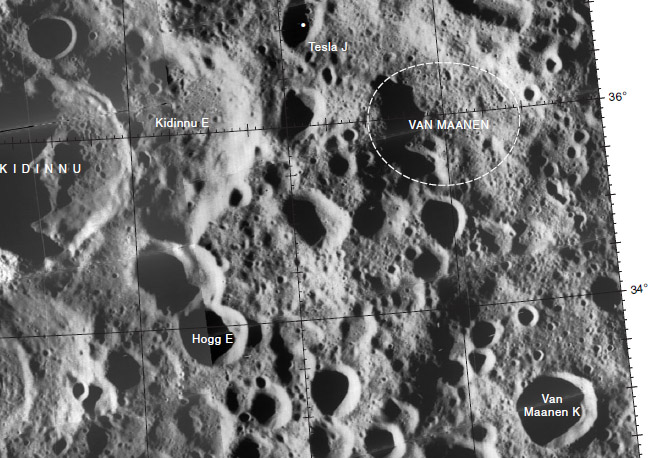
Окрестности кратера Ван Маанен. Фрагмент карты LAC-30.

Ближайшими соседями кратера являются кратер Кидинну на западе; кратер Тесла на северо-западе; кратер Беккерель на севере. Селенографические координаты центра кратера 36°02′ с. ш. 128°11′ в. д. / 36,03° с. ш. 128,18° в. д., диаметр 46,4 км, глубина 2,7 км.
За время своего существования кратер значительно разрушен последующими импактами превратившими его в понижение местности окруженное нерегулярным, слабо очерченным валом. Высота вала над окружающей местностью 1210 м, объем кратера составляет приблизительно 3 000 км³. Дно чаши кратера неровное, отмечено множеством мелких кратеров.

## Сателлитные кратеры

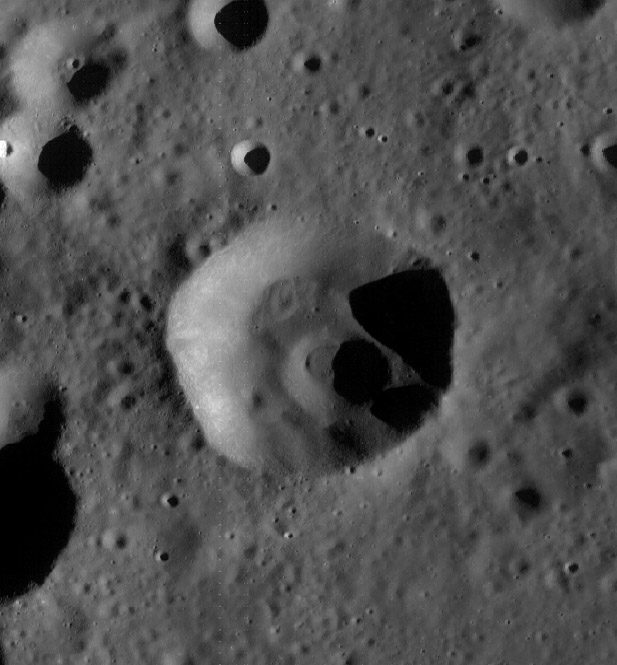
Сателлитный кратер Ван Маанен K

| Ван Маанен | Координаты                                              | Диаметр, км |
| ---------- | ------------------------------------------------------- | ----------- |
| K          | 32°53′ с. ш. 129°08′ в. д. / 32,89° с. ш. 129,14° в. д. | 23,4        |